# Microregione di Bom Despacho
Bom Despacho è una microregione del Minas Gerais in Brasile, appartenente alla mesoregione di Central Mineira.

## Comuni
È suddivisa in 12 comuni:
- Araújos
- Bom Despacho
- Dores do Indaiá
- Estrela do Indaiá
- Japaraíba
- Lagoa da Prata
- Leandro Ferreira
- Luz
- Martinho Campos
- Moema
- Quartel Geral
- Serra da Saudade